# EMD GP50
Az EMD GP50 egy amerikai B-B tengelyelrendezésű dízelmozdony-sorozat. Összesen 278 db-ot gyártott belőle az General Motors Electro-Motive Division 1980 és 1985 között több amerikai vasúttársaság számára. A mozdonyokban egy EMD 16-645F3B típusú dízelmotor van beépítve, melynek teljesítménye 3500-3600 lóerő.

## Eredeti üzemeltetők

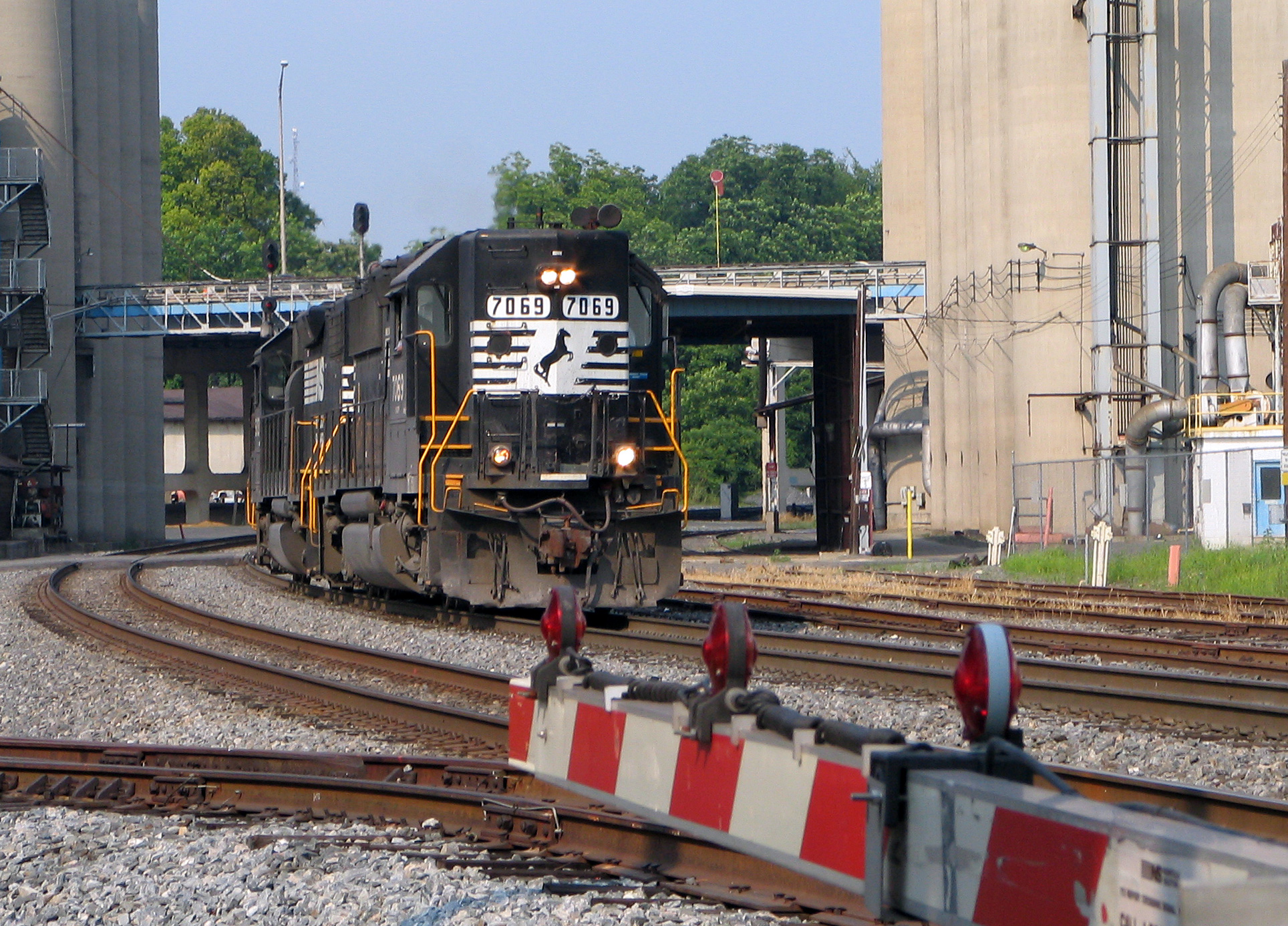
A Norfolk Southern vasúttársaság 7069-es mozdonya

| Vasúttársaság                         | Darabszám | Pályaszám | Megjegyzés                                                |
| ------------------------------------- | --------- | --------- | --------------------------------------------------------- |
| Atchison, Topeka and Santa Fe Railway | 45        | 3810-3854 | Jelenleg az összes a BNSF Railway-nél szolgál             |
| Burlington Northern Railroad          | 63        | 3100-3162 | Egy részük jelenleg a BNSF Railway-nél szolgál            |
| Chicago and North Western Railway     | 50        | 5050-5099 | Jelenleg az összes a Union Pacific Railroad-nál szolgál   |
| Missouri Pacific Railroad             | 30        | 3500-3529 |                                                           |
| St. Louis – San Francisco Railway     | 9         | 790-799   | Jelenleg az összes a BN-nél szolgál                       |
| Southern Railway                      | 90        | 7003-7092 | High hood egységek, néhány szolgál a Norfolk Southern-nél |